# Eleccions municipals a Constantí
Resum de les Eleccions municipals a Constantí en el període democràtic i els seus resultats detallats per partit.

## Eleccions Municipals 1979
| Candidatura | Candidatura                             | Cap de llista        | Vots  | Regidors | % vots |
| ----------- | --------------------------------------- | -------------------- | ----- | -------- | ------ |
|             | Centristes de Catalunya-UCD             | Francisco Roig Gasol | 617   | 4        | 35,20% |
|             | A.E. Democráticos Independientes        | Rafel Gibert Coll    | 573   | 4        | 32,69% |
|             | Partit Socialista Unificat de Catalunya | Pere Piñol Guinovart | 528   | 3        | 30,12% |
|             | Altres                                  |                      | 32    | 0        | 1,83%% |
|             | En blanc                                |                      | 3     | -        | 0,17%% |
|             | Vot nul                                 |                      | 22    | -        | 1,24%  |
| Total       | Total                                   | 1.775                | 1.775 | 11       | 100%   |

## Eleccions Municipals 1983
| Candidatura | Candidatura                                      | Cap de llista             | Vots  | Regidors | % vots |
| ----------- | ------------------------------------------------ | ------------------------- | ----- | -------- | ------ |
|             | Partit dels Socialistes de Catalunya-PSOE        | Feliu Nicolau Rivalt      | 953   | 6        | 36,92% |
|             | Convergència i Unió                              | Rafel Gibert Coll         | 572   | 3        | 22,16% |
|             | Partit Socialista Unificat de Catalunya          | Francisco Fernández Marín | 418   | 2        | 16,20% |
|             | Alianza Popular-Partido Demócrata Popular-U.Libe | Joan Sabaté Domènech      | 307   | 1        | 11,89% |
|             | Agrupament de l'Esquerra Catalana                | Josep Amill Pagani        | 174   | 1        | 6,74%  |
|             | Altres                                           |                           | 147   | 0        | 5,70%  |
|             | En blanc                                         |                           | 10    | -        | 0,38%  |
|             | Vot nul                                          |                           | 38    | -        | 1,45%  |
| Total       | Total                                            | 2.619                     | 2.619 | 13       | 100%   |

## Eleccions Municipals 1987
| Candidatura | Candidatura                               | Cap de llista             | Vots  | Regidors | % vots |
| ----------- | ----------------------------------------- | ------------------------- | ----- | -------- | ------ |
|             | Partit dels Socialistes de Catalunya-PSOE | Josep Mª Maceira Barbosa  | 1.131 | 6        | 43,60% |
|             | Convergència i Unió                       | Juli Gens Rivalt          | 645   | 3        | 24,87% |
|             | Iniciativa per Catalunya                  | Francisco Fernández Marín | 380   | 2        | 14,65% |
|             | Alianza Popular                           | Joan Salvat Porta         | 335   | 2        | 12,91% |
|             | Altres                                    |                           | 84    | 0        | 3,24%  |
|             | En blanc                                  |                           | 19    | -        | 0,72%  |
|             | Vot nul                                   |                           | 57    | -        | 2,15%  |
| Total       | Total                                     | 2.651                     | 2.651 | 13       | 100%   |

## Eleccions Municipals 1991
| Candidatura | Candidatura                               | Cap de llista             | Vots  | Regidors | % vots |
| ----------- | ----------------------------------------- | ------------------------- | ----- | -------- | ------ |
|             | Partit dels Socialistes de Catalunya-PSOE | Josep Mª Maceira Barbosa  | 875   | 6        | 37,99% |
|             | Convergència i Unió                       | Isidre Grau Massó         | 578   | 3        | 25,10% |
|             | Iniciativa per Catalunya                  | Francisco Fernández Marín | 412   | 2        | 17,89% |
|             | Partit Popular                            | Joan Salvat Porta         | 297   | 2        | 12,90% |
|             | Altres                                    |                           | 119   | 0        | 5,17%  |
|             | En blanc                                  |                           | 22    | -        | 0,95%  |
|             | Vot nul                                   |                           | 8     | -        | 0,35%  |
| Total       | Total                                     | 2.311                     | 2.311 | 13       | 100%   |

## Eleccions Municipals 1995
| Candidatura | Candidatura                               | Cap de llista          | Vots  | Regidors | % vots |
| ----------- | ----------------------------------------- | ---------------------- | ----- | -------- | ------ |
|             | Partit dels Socialistes de Catalunya-PSOE | Josep Bergadà Español  | 1.187 | 7        | 45,88% |
|             | Convergència i Unió                       | Jaume Vilanova Cabayol | 511   | 3        | 19,75% |
|             | Partit Popular                            | Joan Salvat Porta      | 438   | 2        | 16,93% |
|             | Iniciativa per Catalunya                  | German Pérez Lara      | 297   | 1        | 11,48% |
|             | Altres                                    |                        | 126   | 0        | 4,87%  |
|             | En blanc                                  |                        | 28    | -        | 1,08%  |
|             | Vot nul                                   |                        | 7     | -        | 0,27%  |
| Total       | Total                                     | 2.594                  | 2.594 | 13       | 100%   |

## Eleccions Municipals 1999
| Candidatura | Candidatura                             | Cap de llista          | Vots  | Regidors | % vots |
| ----------- | --------------------------------------- | ---------------------- | ----- | -------- | ------ |
|             | Partit dels Socialistes de Catalunya-PM | Josep Bergadà Español  | 1.245 | 8        | 53,71% |
|             | Convergència i Unió                     | Jaume Vilanova Cabayol | 449   | 3        | 19,37% |
|             | Partit Popular                          | Joan Salvat Porta      | 287   | 1        | 12,38% |
|             | IC-Verds-Entesa pel Progrés Municipal   | Eduardo Muñoz Agudo    | 186   | 1        | 8,02%  |
|             | Altres                                  |                        | 125   | 0        | 5,39%  |
|             | En blanc                                |                        | 26    | -        | 1,11%  |
|             | Vot nul                                 |                        | 26    | -        | 1,11%  |
| Total       | Total                                   | 2.344                  | 2.344 | 13       | 100%   |

## Eleccions Municipals 2003
| Candidatura | Candidatura                                       | Cap de llista             | Vots  | Regidors | % vots |
| ----------- | ------------------------------------------------- | ------------------------- | ----- | -------- | ------ |
|             | Partit dels Socialistes de Catalunya-PM           | Josep Bergadà Español     | 974   | 6        | 41,71% |
|             | Convergència i Unió                               | Josep Mª Salvat Porta     | 572   | 3        | 24,50% |
|             | Esquerra Republicana de Catalunya-Acord Municipal | Lluís Rafel Ferré Solé    | 428   | 2        | 18,33% |
|             | Partit Popular                                    | Francisco José Ruiz Rubio | 321   | 2        | 13,75% |
|             | En blanc                                          |                           | 40    | -        | 1,71%  |
|             | Vot nul                                           |                           | 8     | -        | 0,34%  |
| Total       | Total                                             | 2.343                     | 2.343 | 13       | 100%   |

## Eleccions Municipals 2007
| Candidatura | Candidatura                                       | Cap de llista              | Vots  | Regidors | % vots |
| ----------- | ------------------------------------------------- | -------------------------- | ----- | -------- | ------ |
|             | Partit dels Socialistes de Catalunya-PM           | Cristobal Ramírez Iglesias | 982   | 6        | 42,46% |
|             | Esquerra Republicana de Catalunya-Acord Municipal | Josep Mª Sabaté Sans       | 518   | 3        | 22,40% |
|             | Convergència i Unió                               | Josep Mª Franquès Martí    | 486   | 3        | 21,01% |
|             | Partit Popular                                    | Francisco José Ruiz Rubio  | 169   | 1        | 7,31%  |
|             | Altres                                            |                            | 126   | 0        | 5,45%  |
|             | En blanc                                          |                            | 32    | -        | 1,38%  |
|             | Vot nul                                           |                            | 11    | -        | 0,47%  |
| Total       | Total                                             | 2.324                      | 2.324 | 13       | 100%   |

## Eleccions Municipals 2011
| Candidatura | Candidatura                                                 | Cap de llista              | Vots  | Regidors | % vots |
| ----------- | ----------------------------------------------------------- | -------------------------- | ----- | -------- | ------ |
|             | Partit dels Socialistes de Catalunya-PM                     | Cristobal Ramírez Iglesias | 757   | 5        | 33,79% |
|             | Esquerra Republicana de Catalunya-Acord Municipal           | Josep Mª Sabaté Sans       | 543   | 3        | 24,24% |
|             | Convergència i Unió                                         | Josep Mª Franquès Martí    | 413   | 3        | 18,44% |
|             | Partit Popular                                              | Roberto González Klawitter | 213   | 1        | 9,51%  |
|             | Iniciativa per Catalunya Verds-Esquerra Unida i Alternativa | Antonia García Bascuñana   | 169   | 1        | 7,54%  |
|             | Altres                                                      |                            | 97    | 0        | 4,33%  |
|             | En blanc                                                    |                            | 48    | -        | 2,14%  |
|             | Vot nul                                                     |                            | 30    | -        | 1,32%  |
| Total       | Total                                                       | 2.270                      | 2.270 | 13       | 100%   |

## Eleccions Municipals 2015
| Candidatura | Candidatura                                                 | Cap de llista              | Vots  | Regidors | % vots |
| ----------- | ----------------------------------------------------------- | -------------------------- | ----- | -------- | ------ |
|             | Partit dels Socialistes de Catalunya                        | Óscar Sánchez Ibarra       | 872   | 5        | 39,89% |
|             | Esquerra Republicana de Catalunya                           | Daniel Rodríguez Martorell | 559   | 3        | 24,49% |
|             | Convergència i Unió                                         | Josep Mª Franquès Martí    | 302   | 2        | 13,82% |
|             | Iniciativa per Catalunya Verds-Esquerra Unida i Alternativa | Ruben Gras Fernández       | 177   | 1        | 8,10%  |
|             | Partit Popular                                              | Javier Carrión Baidez      | 164   | 1        | 7,50%  |
|             | Units pel Canvi                                             | Federico Díaz López        | 157   | 1        | 7,18%  |
|             | En blanc                                                    |                            | 39    | -        | 1,78%  |
|             | Vot nul                                                     |                            | 50    | -        | 1,59%  |
| Total       | Total                                                       | 2.320                      | 2.320 | 13       | 100%   |

## Eleccions Municipals 2019
| Candidatura | Candidatura                             | Cap de llista             | Vots  | Regidors | % vots |
| ----------- | --------------------------------------- | ------------------------- | ----- | -------- | ------ |
|             | Partit dels Socialistes de Catalunya-CP | Óscar Sánchez Ibarra      | 1472  | 9        | 58,27% |
|             | Compromís per Constantí (CpC-Am)        | Sílvia Puerto Lleixà      | 445   | 3        | 17,62% |
|             | Junts per Constantí                     | Josep Mª Franquès Martí   | 224   | 1        | 8,87%  |
|             | Units pel Canvi (UpC) Constantí         | Federico Díaz López       | 144   | 0        | 5,7    |
|             | PP                                      | Javier Carrión Baidez     | 116   | 0        | 4,59   |
|             | Ciutadans-Partido de la ciudadanía (Cs) | Juan Carlos Pinel Baquero | 108   | 0        | 4,28   |
|             | En blanc                                |                           | 17    | -        | 0,67%  |
|             | Vot nul                                 |                           | 25    | -        | 0,98%  |
| Total       | Total                                   | 2.509                     | 2.509 | 13       | 100%   |